# Wouter II van Brienne
Wouter II van Brienne (circa 1095 - tussen 1156 en 1161) was van 1114/1125 tot aan zijn dood graaf van Brienne. Hij behoorde tot het huis Brienne.

## Levensloop
Wouter II was de oudste zoon van graaf Erard I van Brienne uit diens huwelijk met Alix van Roucy, dochter en erfgename van heer Andreas van Ramerupt. Na de dood van zijn vader tussen 1114 en 1125 werd hij graaf van Brienne.
In 1143 stichtte hij in Brienne-la-Vieille de Abdij van Basses-Fontaine. Aan de monniken doneerde hij tal van landerijen en eigendommen. Vanaf 1147 nam hij aan de zijde van koning Lodewijk VII van Frankrijk eveneens deel aan de Tweede Kruistocht. Hij keerde ten laatste in 1151 terug naar zijn gebieden in het graafschap Champagne.
Wouter II van Brienne overleed tussen 1156 en 1161.

## Huwelijk en nakomelingen
Wouter II trad in totaal vier keer in het huwelijk. Zijn eerste echtgenote was Humbeline van Baudement, dochter van heer André van Baudement en mogelijk de weduwe van heer Anserik II van Chacenay. Daarna huwde hij met Adela van Soissons, dochter van Jan van Nesle, graaf van Soissons. Nadat Adela in 1137 overleed, huwde hij met Humbeline van Troyes. Ten slotte huwde hij in 1146 met ene Adelheid, wier afkomst onbekend is gebleven.
Met zijn eerste echtgenote Humbeline van Baudement kreeg Wouter minstens een kind: Agnes, die huwde met heer Jacob I van Chacenay. Uit zijn tweede huwelijk zijn volgende kinderen bekend:
- Erard II (1130-1191), graaf van Brienne
- Andreas (1135-1189), heer van Ramerupt
- Eustaas, heer van Conflans
- Jan (overleden in 1191), abt van de Abdij van Beaulieu
- Maria, huwde met Wouter van Saint-Omer, heer van Fauquemberghes
- Elvida, huwde met heer Bartholomeus van Vignory

Ook had hij meerdere kinderen wier moeder niet met zekerheid te bepalen is:
- Gwijde (overleden na 1143), waarschijnlijk jong gestorven, uit zijn eerste of tweede huwelijk
- Adelheid, uit zijn tweede huwelijk of later
- Felicitas, uit zijn tweede huwelijk of later